# 2001 dans le catholicisme
Chronologie du catholicisme
- 1997
- 1998
- 1999
- 2000
- 2001
- 2002
- 2003
- 2004
- 2005

Cet article présente les faits marquants de l'année 2001 dans le catholicisme.

## Évènements
- 6 janvier : fin du Jubilé de l'an 2000.
- 21 février : création de 42 cardinaux par Jean-Paul II.
- 29 avril : béatification de Marie-Anne Blondin.
- 5 au 9 mai : voyage apostolique du pape à Malte, en Grèce et en Syrie.
- 10 juin : canonisation de Rafqa Pietra Choboq Ar-Rayès, Louis Scrosoppi, Bernard de Corleone, Augustin Roscelli et Thérèse Verzeri.
- 23 au 27 juin : voyage apostolique du pape en Ukraine.
- 22 au 27 septembre : voyage apostolique du pape au Kazakhstan et en Arménie.
- 30 septembre : ouverture du Xe synode des évêques sur le ministère épiscopal.
- 7 octobre : béatification d'Émilie Gamelin.
- 25 novembre: canonisation de Joseph Marello, Paule Montal Fornés, Léonie Aviat et Maria Crescentia Hoess.

## Décès

### Janvier
- 19 janvier : Élie Marrel, prêtre et éducateur français (° 27 février 1914)

### Février
- 8 février : Giuseppe Casoria, cardinal italien de la Curie, précédemment archevêque titulaire de Forum Novum (de) (° 1er octobre 1908)
- 21 février : José Lebrún Moratinos, cardinal vénézuélien, archevêque de Caracas (° 19 mars 1919)

### Avril
- 16 avril : Emanuele Clarizio, prélat italien, diplomate du Saint-Siège et archevêque titulaire de Claudiopolis-en-Isaurie (de) (° 18 mai 1911)

### Mai
- 6 mai : Esteban Gumucio Vives, prêtre et serviteur de Dieu chilien (° 3 septembre 1914)
- 20 mai : André Sève, prêtre assomptionniste et auteur français (° 10 février 1913)

### Juin
- 11 juin : Pierre Eyt, cardinal français, archevêque de Bordeaux (° 4 juin 1934)
- 14 juin : Ubaldo Calabresi (en), prélat italien, diplomate du Saint-Siège et archevêque titulaire de Fundi (de) (° 2 janvier 1925)
- 17 juin : Thomas Joseph Winning, cardinal écossais, archevêque de Glasgow (° 3 juin 1925)
- 27 juin : Balthasar Fischer, prêtre et enseignant allemand (° 3 septembre 1912)
- 29 juin : 
  - Maxime V Hakim, patriarche de l'Église grecque-catholique melkite (° 18 mai 1908)
  - Silvio Oddi, cardinal italien de la Curie, précédemment diplomate du Saint-Siège et archevêque titulaire de Mesembria  (° 14 novembre 1910)

### Juillet
- 21 juillet : Paul Baudiquey, prêtre et historien de l'art français (° 13 mai 1926)
- 26 juillet : Giuseppe Maria Sensi, cardinal italien, diplomate du Saint-Siège et archevêque titulaire de Sardes (de) (° 27 mai 1907)

### Août
- 3 août : Leo-Karel De Kesel, prélat belge, évêque auxiliaire de Gand et évêque titulaire de Synaus (de) (° 1er octobre 1903)
- 17 août : Joseph Trinquet, prêtre sulpicien, enseignant et traducteur français de la Bible (° 7 juin 1919)

### Septembre
- 11 septembre : Mychal Judge, prêtre américain, aumônier des pompiers de New York, première victime officielle des attentats du 11 septembre 2001 (° 11 mai 1933)
- 17 septembre : Jean Badré, résistant et prélat français, évêque de Bayeux (° 17 octobre 1913)
- 26 septembre : Paul-Aimé Martin, prêtre canadien, fondateur des éditions Fides (° 11 février 1917)

### Octobre
- 1er octobre : Hans Schwemmer (en), prélat allemand, diplomate du Saint-Siège et archevêque titulaire de Rebellum (de) (° 11 septembre 1945)
- 27 octobre : Gérard-Maurice-Eugène Huyghe, prélat français, évêque d'Arras (° 31 août 1909)

### Novembre
- 8 novembre : Paolo Bertoli, cardinal italien de la Curie, diplomate du Saint-Siège et archevêque titulaire de Nicomédie (de) (° 1er février 1908)
- 26 novembre : Lajos Kada, prélat hongrois et diplomate du Saint-Siège et archevêque titulaire de Thibica (de) (° 16 novembre 1924)

### Décembre
- 1er décembre : Joseph Chardronnet, prêtre et auteur français (° 19 mars 1910)
- 4 décembre : André Wartelle, prêtre, écrivain, universitaire, latiniste et helléniste français (° 9 février 1930)
- 9 décembre : Joseph Mees, prélat belge, diplomate du Saint-Siège et archevêque titulaire d'Ypres (de) (° 18 avril 1923)
- 14 décembre : Claude Larre, prêtre jésuite, sinologue et missionnaire français en Chine (° 28 août 1919)
- 19 décembre : Louis Janssens, prêtre, philosophe, théologien et enseignant belge (° 21 juillet 1908)
- 20 décembre : Joseph-Floribert Cornelis, prélat bénédictin belge, missionnaire au Congo-Kinshasa puis au Brésil (° 6 octobre 1910)
- 23 décembre : Sabin Saint-Gaudens, prélat français, évêque d'Agen (° 24 septembre 1921)